# Kanton Brecht
Kanton Brecht is een kieskanton in de Belgische provincie Antwerpen en het gelijknamige arrondissement. Tot 1970 was er ook een gerechtelijk kanton met Brecht als hoofdplaats, het vredegerecht zetelde in het voormalig gemeentehuis.

## Kieskanton Brecht
Het kieskanton Brecht ligt in het provinciedistrict Kapellen, het kiesarrondissement Antwerpen en ten slotte de kieskring Antwerpen. Het beslaat de gemeenten Brecht, Essen, Kalmthout, Malle & Wuustwezel en bestaat uit 66 stembureaus.

### Structuur
| Brecht           | Brecht           | Supranationaal         | Nationaal                         | Nationaal           | Gemeenschap         | Gewest              | Provincie           | Arrondissement  | Provinciedistrict | Kanton          | Gemeente                                      | District         |
| ---------------- | ---------------- | ---------------------- | --------------------------------- | ------------------- | ------------------- | ------------------- | ------------------- | --------------- | ----------------- | --------------- | --------------------------------------------- | ---------------- |
| Administratief   | Niveau           | Europese Unie          | België                            | België              | Vlaanderen          | Vlaanderen          | Antwerpen           | Antwerpen       | Antwerpen         | Antwerpen       | Brecht, Essen, Kalmthout, Malle en Wuustwezel | -                |
| Administratief   | Bestuur          | Europese Commissie     | Belgische regering                | Belgische regering  | Vlaamse regering    | Vlaamse regering    | Deputatie           | Deputatie       | Deputatie         | Deputatie       | Gemeentebestuur                               | Districtscollege |
| Administratief   | Raad             | Europees Parlement     | Kamer van volksvertegenwoordigers | Vlaams Parlement    | Vlaams Parlement    | Vlaams Parlement    | Provincieraad       | Provincieraad   | Provincieraad     | Provincieraad   | Gemeenteraad                                  | Districtsraad    |
| Kiesomschrijving | Kiesomschrijving | Nederlands Kiescollege | Kieskring Antwerpen               | Kieskring Antwerpen | Kieskring Antwerpen | Kieskring Antwerpen | Kieskring Antwerpen | Antwerpen       | Kapellen          | Brecht          | Brecht, Essen, Kalmthout, Malle en Wuustwezel | -                |
| Verkiezing       | Verkiezing       | Europese               | Federale                          | Federale            | Vlaamse             | Vlaamse             | Provincieraads-     | Provincieraads- | Provincieraads-   | Provincieraads- | Gemeenteraads-                                | Districtsraads-  |

### Uitslagen VerkiezingVlaams Parlement
In 1999 waren er 63.279 stemgerechtigden, in 2004 65.578 en in 2009 nam dit aantal toe tot 68.742. Hiervan brachten respectievelijk 58.379 (1999), 60.290 (2004) en 62.918 (2009) een stem uit.
| Partij                    | 1999   | 2004   | 2009   |
| ------------------------- | ------ | ------ | ------ |
| sp.a-SPIRIT               | x      | 14,65% | x      |
| SP/sp.a                   | 8,54%  | x      | 11,02% |
| SLP                       | x      | x      | 0,88%  |
| VU-iD21                   | 8,98%  | x      | x      |
| CD&V-N-VA                 | x      | 31,03% | x      |
| CVP/CD&V                  | 26,53% | x      | 27,27% |
| N-VA                      | x      | x      | 17,65% |
| VLD-VIVANT                | x      | 17,81% | x      |
| VLD/Open Vld              | 20,76% | x      | 12,42% |
| Vivant                    | 1,86%  | x      | x      |
| Agalev/Groen!             | 13,26% | 7,54%  | 5,44%  |
| Vlaams Blok/Vlaams Belang | 17,87% | 27,61% | 18,35% |
| LDD                       | x      | x      | 5,29%  |
| PVDA                      | 0,76%  | 0,53%  | 0,93%  |
| Andere Partijen           | 1,45%  | 0,81%  | 0,74%  |
| Blanco of Ongeldig        | 5,17%  | 5,19%  | 4,90%  |

### Uitslagen VerkiezingEuropees Parlement
In 1999 waren er 63.341 stemgerechtigden, in 2004 65.857 stemgerechtigden en in 2009 nam dit aantal verder toe tot 69.115. Hiervan brachten respectievelijk 58.435(1999), 60.557(2004) en 63.266(2009) een stem uit.
| Partij                    | 1999   | 2004   | 2009   |
| ------------------------- | ------ | ------ | ------ |
| sp.a-SPIRIT               | x      | 13,64% | x      |
| SP/sp.a                   | 8,05%  | x      | 9,62%  |
| SLP                       | x      | x      | 0,52%  |
| VU/iD21                   | 11,88% | x      | x      |
| CD&V-N-VA                 | x      | 33,41% | x      |
| CVP/CD&V                  | 26,05% | x      | 27,67% |
| N-VA                      | x      | x      | 11,91% |
| VLD-VIVANT                | x      | 19,20% | x      |
| Open Vld                  | 20,86% | x      | 17,51% |
| Vivant                    | 1,86%  | x      | x      |
| Agalev/Groen!             | 13,95% | 7,88%  | 6,96%  |
| Vlaams Blok/Vlaams Belang | 16,08% | 25,01% | 19,11% |
| LDD                       | x      | x      | 5,47%  |
| PVDA                      | 0,62%  | 0,60%  | 0,88%  |
| Andere Partijen           | 0,65%  | 0,27%  | 0,34%  |
| Blanco of Ongeldig        | 4,81%  | 4,58%  | 4,49%  |

1. ↑  . Gearchiveerd op 29 september 2022.